# Anno II van Keulen

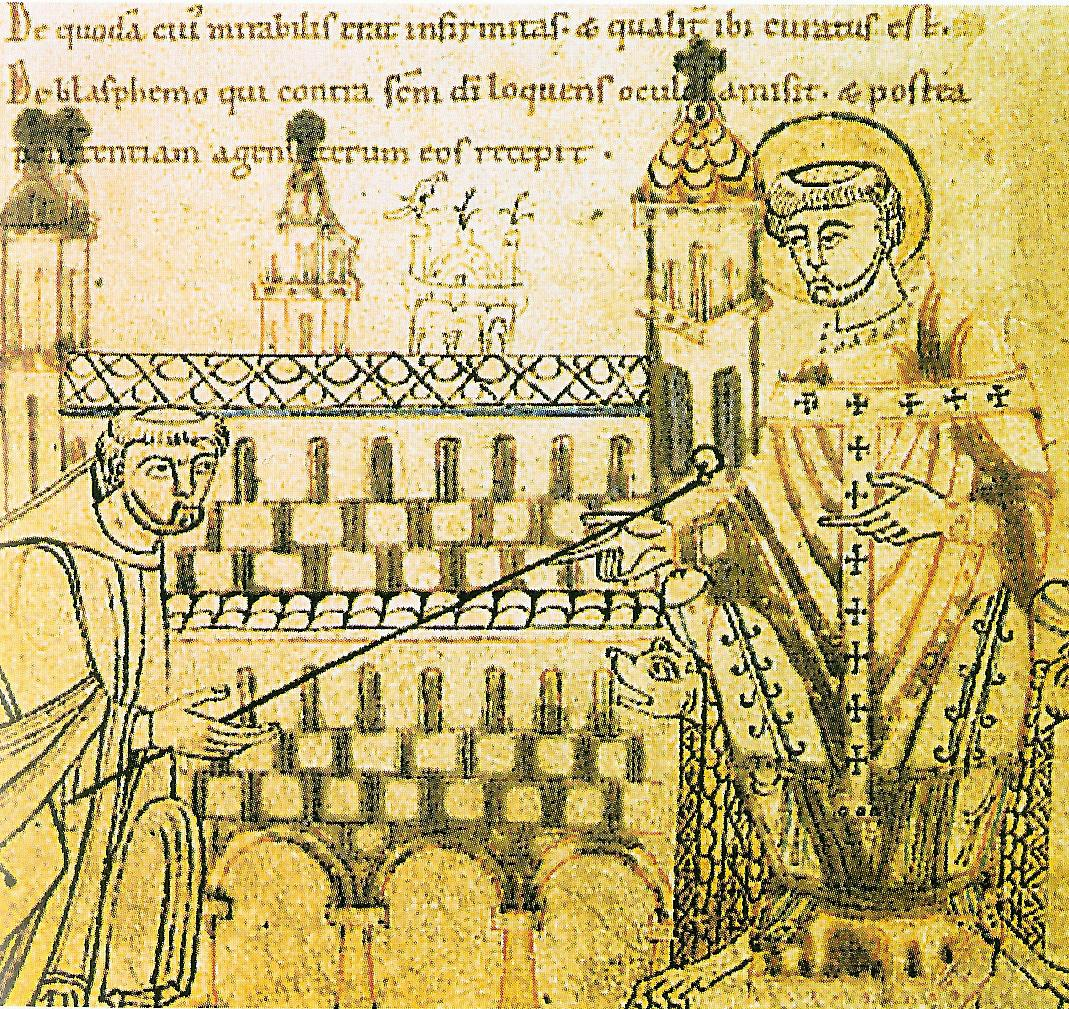
Anno II (rechts) stelt Erpho (links) aan tot abt van Siegburg (perkamenthandschrift uit de 12e eeuw).

Anno II van Keulen (ook Hanno van Keulen genoemd, Hanno II enz.; Altsteußlingen bij Ehingen, ca. 1010 - Keulen, 4 december 1075) was aartsbisschop van Keulen van 1056 tot 1075 en in de periode van 1063 tot 1065 ook regent van het Heilige Roomse Rijk. Hij is een heilige van de Rooms-Katholieke Kerk.

## Leven en werken
Anno was afkomstig uit een edelfreie Zwabische familie, als zoon van Walter van Steusslingen en diens echtgenote Engela. Uit deze familie was ook bisschop Burchard II van Halberstadt afkomstig, een neef van Anno. Na een korte ridderopleiding vatte hij op aanbeveling van een verwant – die kanunnik in Bamberg was – een kerkelijke loopbaan aan, de enige mogelijkheid om vanuit zijn nederige afkomst te klimmen op de sociale ladder. Zo bezocht hij de kathedraalschool van de Dom van Bamberg, waar hij vanaf 1046 ook zelf onderrichtte. Omdat de Dom Sint-Joris als een van haar patroonheiligen had, begon hij daar met zijn levenslange verering van deze heilige. Hendrik III benoemde hem tot kapelaan aan het keizerlijk hof en verhief hem rond 1054 tot domproost van Goslar en in 1056 tot aartsbisschop van Keulen als opvolger van aartsbisschop Herman II.
Hij werd als een ascetische persoonlijkheid omschreven, die eerwaardig was in zijn manier van handelen en eerzuchtig, en soms gewetenloos kon zijn. Als aartsbisschop van Keulen was Anno openlijk tegen de Gregoriaanse hervorming, maar er steeds en vooral op bedacht de bezittingen van de Keulse diocese uit te breiden.
In Keulen mislukte echter zijn poging om de lucratief lijkende Abdij van Malmedy in zijn diocese in te lijven omdat de stichtingsstatuten van de abdij de eenheid met het moederklooster van Stavelot verlangden. Na de teruggave van het als geschenk van de keizer ontvangen klooster, richtte de aartsbisschop zich er in 1071 op om de aanvallen van de paltsgraven aan de Nederrijn af te weren en zo zijn positie aan het hof te versterken. Met de Abdij van Michaëlsberg, die naar het voorbeeld van het Italiaanse hervormingskloosters Fruttuaria werd hervormd, was hij echter ook in staat de eerder opgerichte keizergetrouwe en pausvijandige Rijnse hervormingsbeweging te steunen. Bespoedigd door Anno en zijn opvolgers, verbreidde de Siegburgse hervorming zich over het aartsbisdom Keulen en andere gebieden.

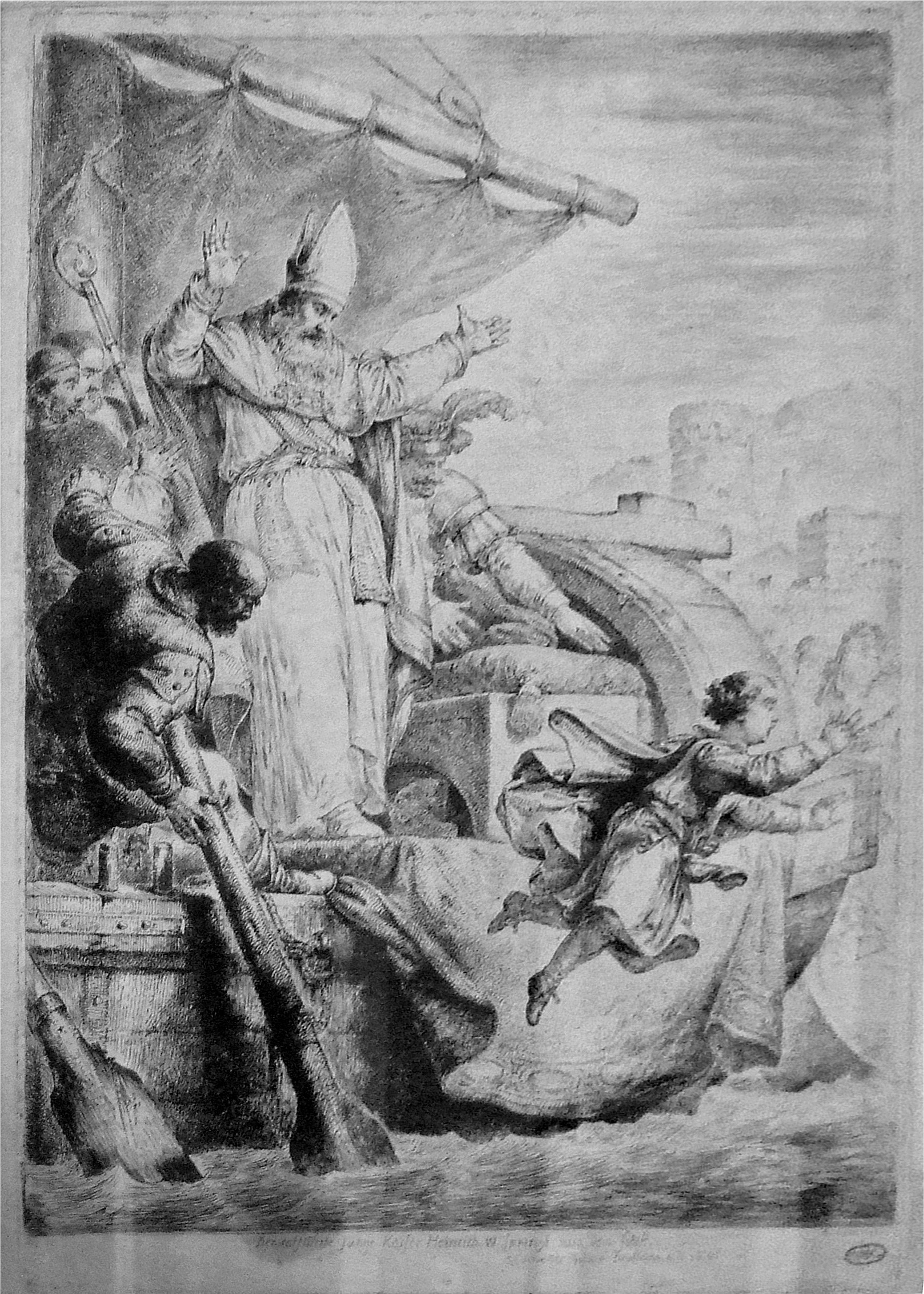
De jonge keizer Hendrik IV springt van het schip van de aartsbisschop (Bernhard Rode, 1781).

Na de dood van keizer Hendrik III in 1056 nam keizerin Agnes het regentschap voor de zesjarige Hendrik IV op zich. Eerst nog met paus Victor II als vaderlijke raadsman aan haar zijde, bleek na zijn overlijden kort daarop echter steeds meer de mindere aanleg van de keizerin voor de regering. Agnes liet zich zowel door de van traditie en tactiek onbekommerde praktijk van de leensgave en vooral door haar keuze voor bisschop Hendrik II van Augsburg als nieuwe raadsman in de val lokken. Agnes werd nu in toenemende mate bekritiseerd door de Duitse vorsten, tot wier aanvoerder Anno zich opwierp. Onder de bescherming van deze groep, waartoe ook onder anderen aartsbisschop Siegfried I van Mainz, graaf Egbert I van Meißen, hertog Otto van Northeim behoorden, plande Anno de zogenaamde staatsgreep van Kaiserswerth, waardoor hij de jonge Hendrik IV in april 1062 in handen kreeg.
Daarvoor liet hij een schip prachtig uitrusten en lokte de onervaren Hendrik, die samen met zijn moeder onderweg was naar Nijmegen, ter hoogte van de nu tot Düsseldorf behorende keizerspalts Kaiserswerth voor een bezichtiging ervan op het schip. De van gehuurde roeiers voorziene boot vertrok zodra Hendrik voet aan boord had gezet. De jonge Hendrik probeerde weliswaar nog door in de Rijn te duiken te ontvluchten, maar werd door graaf Egbert I van Meißen weer aan boord gebracht.
Ondanks aanvankelijk verzet van de opgehitste Keulse bevolking slaagde Anno erin, nadat hij ook de rijkskleinodiën van de keizerin had kunnen ontvreemden, zich van 1063 tot 1065 tot regent van het Heilige Roomse Rijk uit te roepen. Hoewel aartsbisschop Adalbert van Bremen naast hem was aangesteld, liet Anno's machtspositie zich nu niet langer meer beknotten. Zo leidde Anno als aartskanselier voor het koninkrijk Italië de synode van Mantua, die in 1064 Alexander II als paus bevestigde en daarmee een strijd beëindigde, die sinds 1061 woedde: al in 1061 had het college van kardinalen Anselmus van Lucca tot paus Alexander II verkozen, daarmee echter een in 1059 aangenomen decreet over instemming van de keizer schendend. Een door keizerin Agnes in Bazel bijeengeroepen vergadering van geestelijke en wereldlijke waardigheidsdragers koos daarop op 28 oktober 1061 Cadalus van Parma als (tegen)paus Honorius II. Nadat dan de elkaar bestrijdende pausen door hertog Godfried II van Lotharingen naar hun bisdommen waren verwezen om een keizerlijke oordeel af te wachten, kon Anno op de Duits-Italiaanse synode in Augsburg in oktober 1062 erdoor krijgen dat zijn neef Burchard II van Halberstadt de opdracht kreeg om naar Rome te reizen om het geval te beoordelen. Diens advies viel ten gunste van Alexander II uit, wat ertoe leidde, dat hij in Mantua definitief werd erkend.
Met deze handelingsvolmachten moet Anno zich op het hoogtepunt van zijn machtsontplooiing hebben bevonden. Al in 1063 dwongen andere vorsten hem echter de aartsbisschop Adalbert van Bremen als mede-opvoeder van de minderjarige keizer te aanvaarden. Vanaf 1068 vonden de eerste onenigheden tussen de bisschop van Keulen en de paus plaats. Anno's invloed aan het hof moet echter minstens nog tot 1072 worden aangenomen. Hij trad toen nog eenmaal als bemiddelaar in de Saksische opstand op, inmiddels waarschijnlijk echter zonder politieke ambities.

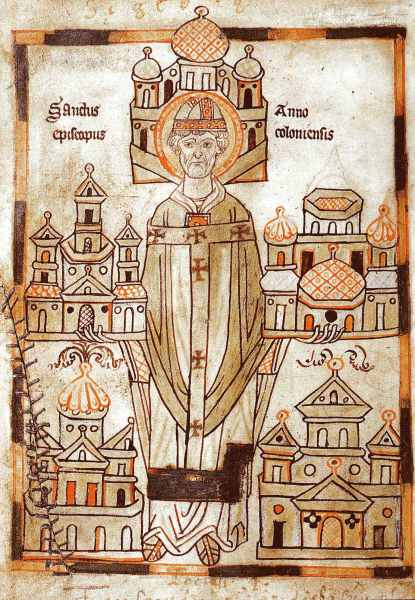
Anno II met een model van het door hem gestichte abdij van Grafschaft, afbeelding in de Vita Annonis minor van Darmstadt, ca. 1180

In 1066 stelde hij zijn neef Kuno (Koenraad) I van Pfullingen als aartsbisschop van Trier aan.
Toen Anno voor zijn vriend Frederik I, de bisschop van Münster, in 1074 een thuisreisgelegenheid wilde organiseren en voor dit doel in de haven van Keulen een schip van een koopman in beslag liet nemen, verzette de koopman zich tegen deze inbreuk. Al snel was de hele stad in opstand en wilde men de ongeliefde machthebber aanvallen.
Anno trok zich met zijn getrouwen terug en verschanste zich in de Dom. De menigte ging woest tekeer, waarbij een verstopte clericus door het gepeupel werd gedood omdat men deze voor Anno hield. Intussen slaagde Anno erin om samen met enkele begeleiders door een zogenaamde "kattenpoort" in de Keulse stadsmuren (in de volksmond tegenwoordig "Annoloch" genoemd) onontdekt uit de stad te vluchten en zich zo voor de moordlustige bevolking in veiligheid te brengen.
In de daarop volgende dagen schaarde Anno bewapende onderdanen om zich heen en keerde vier dagen later naar Keulen terug, om de stad te belegeren. Bij het aanzicht van de militaire overmacht van de belegeraars gaven de opstandelingen zich al snel over, openden de stadspoorten en lieten de aartsbisschop binnen.
Anno eiste van de opstandelingen voor hun daden uit te komen en boete te doen om vergeving te verkrijgen. Hij veroordeelde ook de aanvoerders van de opstand en legde deels draconische straffen op, zoals het blind maken van de opstandelingen. Ongeveer 600 kooplui verlieten de stad. Lampert van Hersfeld beschrijft de verlatenheid van de stad na dit alles. Over diegenen die zich aan de boete onttrokken en vluchtten, sprak hij de kerkban uit. In de nasleep kwam het deels tot eigenrichting door Anno's troepen, die volhardende opstandelingen vervolgden.
De oorsprong van de opstand lag waarschijnlijk in een toenemend zelfbewustzijn van de stadsbevolking en in de algemene ontevredenheid over de strenge aartsbisschop. Deze ontevredenheid had verscheidene oorzaken: onder meer hoge belastingen en Anno's meedogenloze Rijkspolitiek, waaronder ontvoering van de keizer en de strijd om het klooster van Malmedy. Voor Pasen 1075 hief Anno in het aangezicht van zijn dood de banspreuk op en vergaf de zondenaren.

## Dood en verering

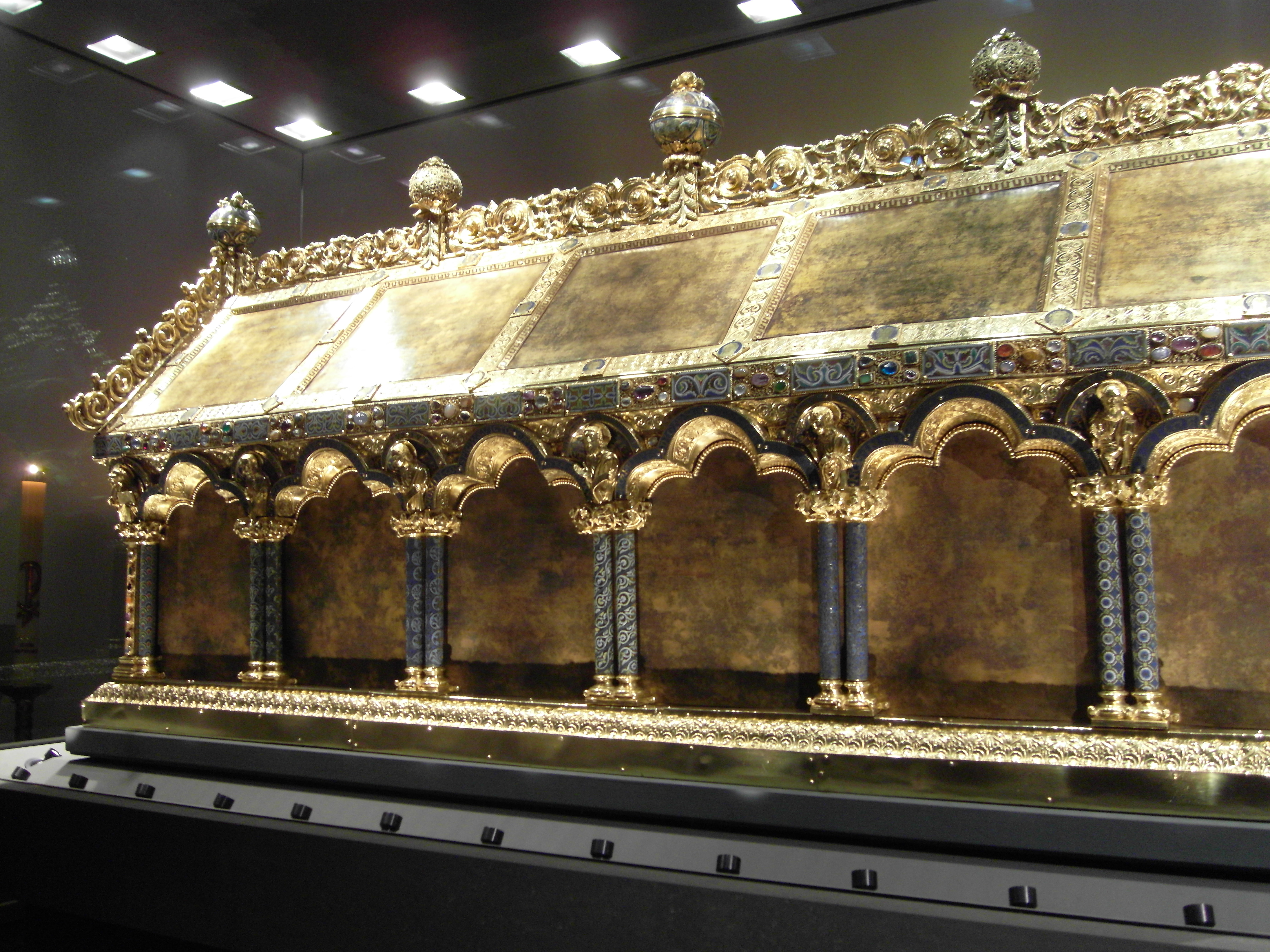
Annoschrijn in de abdijkerk van Michaelsberg.

Anno stierf op 4 december 1075 in Keulen, waar te zijner ere een pompeuze begrafenisplechtigheid van ongeziene omvang werd gehouden. Tijdens het plaatsen van het lijk in de zogenaamde Annoschrijn werd het hele lijk met een Byzantijns zijdedoek, Siegburgse Leeuwenstof genoemd, omhuld en zijn hoofd met een andere oriëntaalse stof bedekt. Na zeven dagen werd de Annoschrijn naar het klooster Siegburg overgebracht en daar begraven.
Anno II werd in 1076 door Hildolf opgevolgd. Tussen 1077 en 1081 schreef vermoedelijk een Siegburgse monnik het zogenaamde Annolied ter ere van de aartsbisschop. Op 29 april 1183 werd Anno door de Katholieke Kerk heilig verklaard. Anno, die voortaan als patroon tegen de jicht zou optreden, had zijn gedenkdag op 4 december, in het bijzonder in Duitsland echter op 5 december. In 1391 droeg het klooster Siegburg enige relikwieën van de heilige Anno aan het klooster Grafschaft in Sauerland, een van haar stichtingen, over.

## Receptiegeschiedenis
De laatste tijd geniet de figuur van de aartsbisschop van Keulen ook een toenemende populariteit, vooral binnen het genre van de historische roman. Jörg Kastners Anno 1074. Der Aufstand gegen den Kölner Erzbischof (1998) en Anno 1076. Die Schatten von Köln (2002) nemen de opstand van de Keulse burgers tegen de machtige aartsbisschop als onderwerp. In Eva Steins' Der Ring des Anno uit 2004 speelt de figuur van de clericus slechts een marginale rol.
In 1979 publiceerden de Bläck Fööss met "Feschers Köbes" een lied over de burgeropstand tegen Anno. In het kader van de herwerking van de standbeelden van het toren van het stadhuis van Keulen in de jaren 1980 werd Anno II door een figuur van Werner Franzen op de vierde bovenverdieping van de zuidzijde van de toren vereeuwigd.

## Historische bronnen
- Lampert van Hersfeld, Annalen. trad. A. Schmidt - com. W.D. Fritz, Darmstadt, 20004. ISBN 3534001761
- F.W. Oediger (ed.), Die Regesten der Erzbischöfe von Köln, 313–1099, I, Bonn, 1961
- Chronica regia Coloniensis (= G. Waitz (ed.), Monumenta Germaniae Historica, Scriptores rerum Germanicarum, XVIII, Hannover, 1880, pp. 35, 37, 38, 133 (lijk).
- Series archiepiscoporum Coloniensium II-IV (= O. Holder-Egger (ed.), Monumenta Germaniae Historica, Scriptores, XIII, Hannover, 1881, pp. 284-285), V (= Idem, p. 286).
- Chronicon breve fratris, ut videtur, Ordinis Theutonicorum (rr. 10-11) (= G. Waitz (ed.), Monumenta Germaniae Historica, Scriptores, XXIV, Hannover, 1879, p. 152).
- Chronica minor auctore minorita Erphordiensi rr. 25-28 (kerken stichten) (= G. Waitz (ed.), Monumenta Germaniae Historica, Scriptores, XXIV, Hannover, 1879, p. 190).
- Flores temporum. Imperatores 1075 (overlijden) (= G. Waitz (ed.), Monumenta Germaniae Historica, Scriptores, XXIV, Hannover, 1879, p. 238).
- Catalogi archiepiscoporum Coloniensium I-II (= G. Waitz (ed.), Monumenta Germaniae Historica, Scriptores, XXIV, Hannover, 1879, p. 340), II (Idem, p. 350), III (Levoldi de Northof, Catalogus archiepiscoporum Coloniensum) (Idem, p. 360).
- Gesta Boemundi archiepiscopi Treverensis (= G. Waitz (ed.), Monumenta Germaniae Historica, Scriptores, XXIV, Hannover, 1879, p. 465).
- Annales S. Petri Erphesfurtenses antiqui 1056 rr. 10-11 (opvolging Herman II, domproost van Goslar), 1073 (kerstdag), 1074 (kerstdag, bemiddeling Saksen), 1075 rr. 41-42 (overlijdensdatum) (= O. Holder-Egger (ed.), Monumenta Germaniae Historica, Scriptores rerum Germanicarum, XLII, Hannover - Leipzig, 1899, pp. 7, 8,12, 14).
- S. Petri Erphesfurt. auctarium Ekkeh. 1056 rr. 15-16 (opvolging Herman II, domproost van Goslar) (= O. Holder-Egger (ed.), Monumenta Germaniae Historica, Scriptores rerum Germanicarum, XLII, Hannover - Leipzig, 1899, p. 33).
- Chronica S. Petri Erfordensis Mod. A. 1070-1078 1077 rr. 14-17 (overlijden, opvolging) (= O. Holder-Egger (ed.), Monumenta Germaniae Historica, Scriptores rerum Germanicarum, XLII, Hannover - Leipzig, 1899, p. 153).
- Cronica minor 1071 (monniken in Salvelt, stichting van klooster Sieberg en Grafschaft, twee kerken gesticht Maria ad Graduskerk (Keulen) en Sint-Joriskerk (Keulen)) r. 15 (= O. Holder-Egger (ed.), Monumenta Germaniae Historica, Scriptores rerum Germanicarum, XLII, Hannover - Leipzig, 1899, p. 633).
- Vita Annonis Archiepiscopi Coloniensis (= G.H. Pertz (ed.), Monumenta Germaniae Historica, Scriptores, XI, Hannover, 1854, pp. 467-514), Translatio S. Annonis Archiepiscopi (= G.H. Pertz (ed.), Monumenta Germaniae Historica, Scriptores, XI, Hannover, 1854, pp. 514-518).